# Melano
Melano est une ancienne commune et une localité de la commune de Val Mara, située dans le district tessinois de Lugano, en Suisse.
Le 10 avril 2022, l'ancienne commune a fusionné avec celle de Maroggia et de Rovio afin de créer la commune de Val Mara.

Photo aérienne (1946).